# Barleria hochstetteri
Barleria hochstetteri är en akantusväxtart som beskrevs av Christian Gottfried Daniel Nees von Esenbeck. Barleria hochstetteri ingår i släktet Barleria och familjen akantusväxter. Inga underarter finns listade i Catalogue of Life.